# Pro Seniore
Die Pro Seniore Consulting + Conception für Senioreneinrichtungen AG mit Sitz in Saarbrücken ist ein privater Betreiber von Seniorenwohn- und Pflegeeinrichtungen in Deutschland.

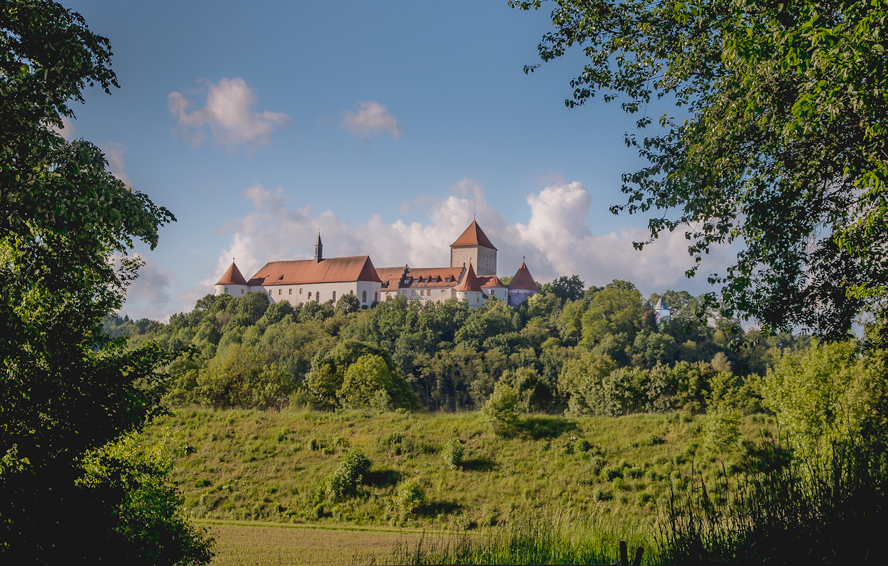
Seniorenwohnheim auf Schloss Wörth an der Donau

## Hintergrund
Pro Seniore wurde von dem Unternehmer und ehemaligen Politiker Hartmut Ostermann gegründet und ist seit 1977 im deutschen Gesundheitsmarkt aktiv. In bundesweit über 120 Einrichtungen mit mehr als 17.000 Betten hält die Unternehmensgruppe ein breites Spektrum von Seniorendienstleistungen vor und bietet 14.000 vollstationäre Pflegeplätze sowie mehr als 3.000 Plätze im betreuten Wohnen an.
Die Pro Seniore AG ist Teil der Victor’s Unternehmensgruppe (unter der Obergesellschaft Victor’s Bau + Wert AG), die neben dem Bereich Pflegeheime mit Pro Seniore (die über 90 % des Umsatzes der Gruppe ausmachen) im Bereich Hotels (Victor’s Residenz-Hotels) und Bau tätig ist. Die Aktien der Victor’s AG hält der eingetragene Verein „Pro Seniore“, dessen Vorsitzender Ostermann ist.